# Gunter Bolick
Gunter Bolick (* 27. März 1943 in Stangendorf) ist ein deutscher Politiker (CDU). Von 1990 bis 2009 war er Mitglied des Sächsischen Landtags.

## Leben
Gunter Bolick absolvierte seine Schul- und Berufsausbildung in Glauchau und Chemnitz. Er beendete diese als Elektromaschinenbauer. Es folgte ein Studium der Antriebs- und Automatisierungstechnik in Berlin und Dresden. Von 1967 bis 1993 arbeitete er als Konstrukteur, Entwicklungsingenieur und Gruppenleiter in den Bereichen Forschung und Entwicklung. Zum Schluss war er zudem Geschäftsführer in Unternehmen der Elektroindustrie und im Maschinenbau. Bolick trägt die Amtsbezeichnung Professor.
Bolick ist verheiratet, hat drei Kinder und ist evangelisch-lutherischen Glaubens.

## Politik
Gunter Bolick ist seit 1989 CDU-Mitglied und war Mitglied des Kreisvorstandes seiner Partei. Zudem gehörte er dem Landesvorstand der Mittelstandsvereinigung der CDU an. Kommunalpolitisch saß er von 1990 bis 1994 als Vorsitzender der CDU-Fraktion im Kreistag.
Von 1990 bis 2009 vertrat Gunter Bolick den Wahlkreis Chemnitzer Land 1 im Sächsischen Landtag. Innerhalb seiner Fraktion war er Vorsitzender des Arbeitskreises „Wirtschaft, Arbeit und Verkehr“. Für seine Partei war er zudem im Parlament Fachsprecher für Verkehr und Wirtschaft. Im Landtag gehörte er dem Ausschuss für Wirtschaft, Arbeit und Verkehr sowie dem Haushalts- und Finanzausschuss an.

## Weblink
- Prof. Gunter Bolick, CDU. Sächsischer Landtag, archiviert vom Original am 10. Oktober 2008.

| Personendaten    | Personendaten                  |
| ---------------- | ------------------------------ |
| NAME             | Bolick, Gunter                 |
| KURZBESCHREIBUNG | deutscher Politiker (CDU), MdL |
| GEBURTSDATUM     | 27. März 1943                  |
| GEBURTSORT       | Stangendorf                    |